# Движение English-only

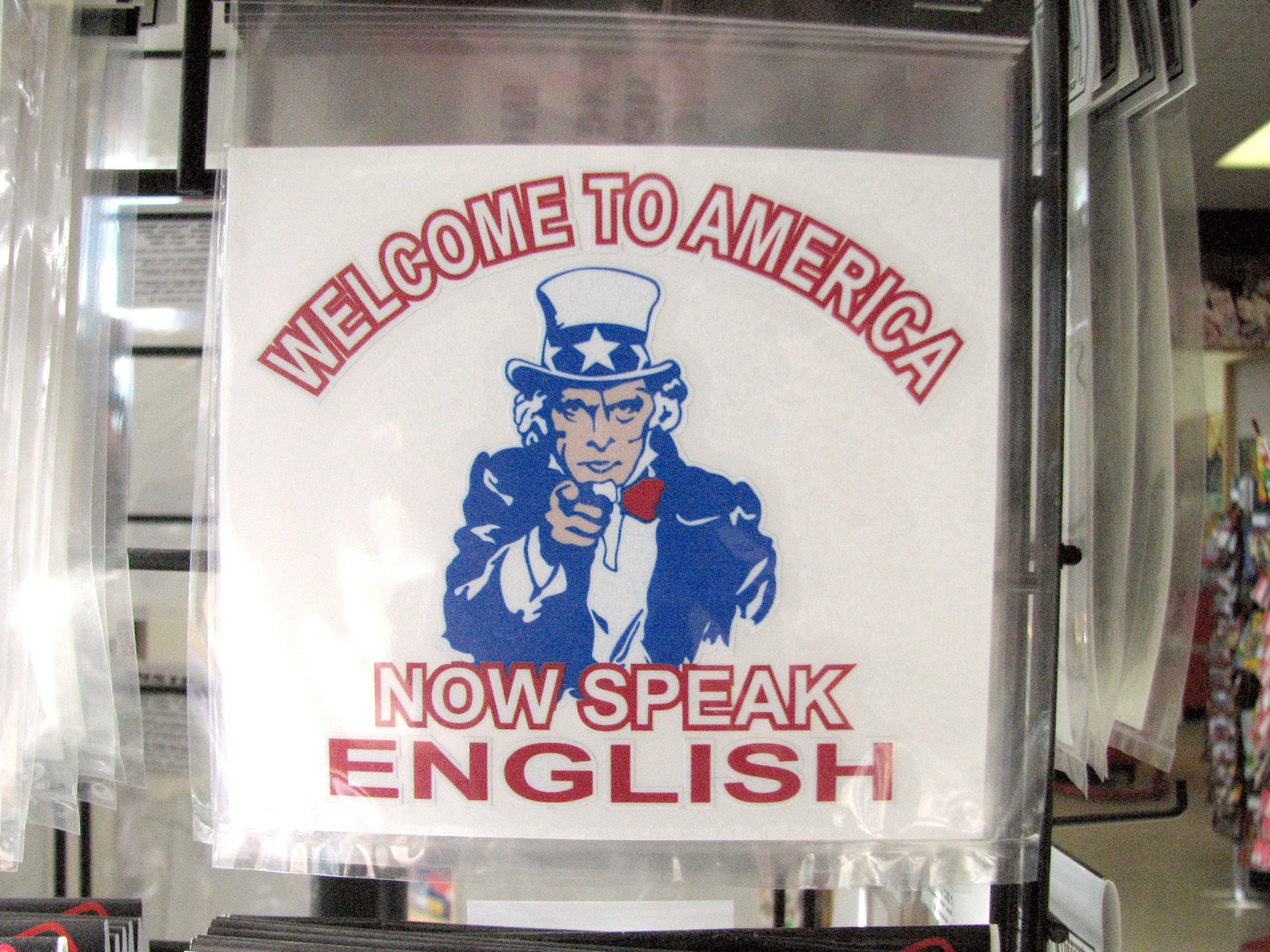
Стикер в штате Колорадо, призывающий иммигрантов говорить на английском.

Движение «English-only» (англ. English-only movement, также известно как англ. Official English movement) — политическое движение в США, которое выступает за использование английского языка в качестве единственного официального языка страны. В США никогда не было закона, устанавливающего официальный национальный язык на федеральном уровне. В некоторых штатах предпринимались определённые шаги по использованию английского языка как официального, например в индейских школах-интернатах, основанных в США в конце XIX — начале XX века с целью приобщения детей индейцев к образу жизни белых американцев. Старейшей и крупнейшей в стране организацией, выступающей за введение английского как официального, является U.S. English.

## Ранние попытки
Попытки введения английского языка в качестве национального предпринимались ещё в 1750-х годах, когда в британские колонии в Северной Америке переселялось большое количество немецких иммигрантов, в частности, в Пенсильвании дорожные знаки изготавливались на двух языках. По оценкам американских лингвистов Рича и Вэнса, противостояние немецкого и английского языков в США продолжалось до Первой мировой войны, когда был введён запрет на немецкий язык и немецкоязычные материалы, особенно книги.
В 1803 году в результате покупки Луизианы США приобрели территорию с франкоязычным населением. В качестве условия для присоединения к США Луизиана включила в свою конституцию положение, в соответствии с которым все официальные документы должны публиковаться на языке, «на котором написана Конституция Соединенных Штатов», которое позднее было отменено. Закон 1847 года разрешил вести обучение в государственных школах Луизианы на английском и французском языках. В настоящее время в Луизиане нет закона о том, что английский является официальным языком штата.
После американо-мексиканской войны (1846—1848) США получили территории с примерно 75 000 носителями испанского языка, а также нескольких индейских языков. В 1849 году в конституции Калифорнии было признано право на использование испанского языка. В 1868 году Комиссия по примирению с индейцами рекомендовала школам для коренных народов вести обучение только на английском языке. В 1878-79, конституция Калифорнии была изменена и в неё было внесено положение о том, что «все законы штата Калифорния, все официальные документы, а также исполнительные, законодательные и судебные процедуры должны проводиться, сохраняться и публиковаться ни в каком другом языке, кроме английского.»
В конце 1880-х годов штаты Висконсин и Иллинойс приняли законы об обучении только на английском языке в государственных и приходских школах.
В 1896 году правительство Республики Гавайи установило английский язык основным для обучения гавайских детей в государственных школах. После испано-американской войны 1898 года английский язык был объявлен «официальным языком школьных учреждений» в Пуэрто-Рико. Точно так же английский был объявлен официальным языком на Филиппинах после филиппино-американской войны 1899—1902 годов.
Во время Первой мировой войны в США велась массированная кампания против использования немецкого языка, включавшая удаление книг на немецком языке из библиотек. (Аналогичные действия имели место и в Южной Австралии, где, в соответствии с Законом о номенклатуре 1917 года, было переименовано 69 городов, пригородов и районов с немецкими названиями).
В 1923 году член Палаты представителей Вашингтон Маккормик внёс в Конгресс законопроект, который стал первым законопроектом, предусматривавшим введение единого национального языка в США, в качестве которого предлагался «американский» вариант английского языка, отличный от британского. Этот законопроект не прошел в Конгрессе, несмотря на значительную поддержку со стороны ирландских иммигрантов, недовольных британским влиянием.

## Аргументы сторонников движения
В 1907 году президент США Теодор Рузвельт писал: «У нас есть место только для одного языка в этой стране, и это английский язык, поскольку мы намерены увидеть, что плавильный котёл превращает наш народ в американцев по национальности, а не жителей пансионата „Полиглот“».
Старейшая и крупнейшая в стране организация, выступающая за официальный английский — U.S. English, созданная в 1983 году сенатором С.Хаякава, обобщает аргументы в пользу единого национального языка: «переход на английский в качестве официального языка поможет расширить возможности иммигрантов изучать и говорить на английском язые — единственном и крупнейшем инструменте расширения возможностей, который иммигранты должны освоить».
Некоммерческая организация ProEnglish, входящая в движение English-only, отмечает, что «в плюралистической нации, такой как наша, функция правительства должна состоять в том, чтобы способствовать и поддерживать характеристики, которые нас объединяют, а не институционализировать различия, которые нас разделяют». Поэтому ProEnglish «работает через суды и институты общественного мнения, чтобы защитить историческую роль английского языка как общего, объединяющего языка Америки и убедить законодателей принять английский в качестве официального языка на всех уровнях государственного управления».

## Критика
Движение English-only было встречено неприятием со стороны Лингвистического общества Америки, которое приняло в 1986-87 году резолюцию против мер English-only, поскольку они основаны на неправильных представлениях о роли общего языка в создании политического единства нации, несовместимыми американскими традициями языковой толерантности.
Американский лингвист Джеффри Паллум в своём эссе «Идут языковые фашисты» (англ. Here come the linguistic fascists), обвинил лоббистскую организацию English First в «ненависти и подозрениях по отношению к иностранцам и иммигрантам» и указал, что английский в США не находится под угрозой, чтобы сделать английский официальным, а «официальный язык Соединенным Штатам Америки необходим почти так же срочно, как объявление хот-догов официальной едой, а бейсбола — официальной игрой». Рэйчел Лоутон на основании применения критического дискурс-анализа утверждает, что направленность риторики English-only содержит дискриминацию и бесправие.
Американский союз защиты гражданских свобод заявил, что законы English-only несовместимы как с Первой поправкой к Конституции США, так и со свободой слова и равноправием, поскольку они запрещают государственным служащим предоставлять поддержку и услуги не на английском языке. 11 августа 2000 года президент Билл Клинтон подписал Указ 13166 «Об улучшении доступа к услугам для лиц с ограниченным знанием английского языка» (англ. Improving Access to Services for Persons with Limited English proficiency). Этот указ требует от федеральных агентств США выявлять потребности в услугах для лиц с ограниченным знанием английского языка (LEP), а также разрабатывать и внедрять систему для предоставления этих услуг, чтобы лица, участвующие в программе LEP, могли иметь к ним надлежащий доступ.
В то время как судебные органы констатируют, что законы English-only носят в основном символический, а не запрещающий характер, надзорные органы и чиновники часто интерпретируют эти законы как устанавливающие английский в качестве обязательного языка повседневной жизни. В штате Колорадо имел место случай, когда водитель автобуса начальной школы запретил учащимся говорить по-испански по дороге в школу после того, как власти штата приняли соответствующий закон. В 2004 году в Скотсдейле (Аризона) школьная учительница обвинялась в том, что якобы била учеников за то, что они говорили по-испански в классе, в ответ на это она заявила, что применяет политику погружения в английский язык. В 2005 году в Канзас-Сити ученика отстранили от занятий на полтора дня за то, что он говорил по-испански в коридоре школы. В документе, объясняющем решение руководства школы, отмечается: «Мы не впервые [просили] Зака и других не говорить по-испански в школе».
Исследование законов English-only в так называемый период «американизации» (1910—1930) показывает, что эта политика в некоторой степени повысила грамотность детей, родившихся за границей, но не оказала существенного влияния на рынок труда и меры социальной интеграции иммигрантов.

## Современное состояние
В 1980 году жители округа Майами-Дейд, штат Флорида, на местном референдуме приняли «анти-двуязычный закон». Этот закон был отменён окружной комиссией в 1993 году, после того как «расово ориентированное перераспределение» привело к смене правительства штата.
В 1981 году английский язык был объявлен официальным языком в Содружестве Виргиния.
В 1983 году офтальмолог и общественный деятель Джон Тантон и сенатор С.Хаякава основали политическую лоббистскую организацию U.S. English. Д.Тантон был главой комитета по народонаселению Сьерра-клуба и организации «Нулевой рост населения», а также основателем Федерации за иммиграционные реформы США (FAIR). В 1986 году Тантон опубликовал в крупнейшей газете штата Аризона — The Arizona Republic — статью с замечаниями о латиноамериканцах, уничижительными, по отзывам критиков, что привело к отставке члена совета U.S. English Уолтера Кронкайта и исполнительного директора Линды Чавес, Тантон также разорвал связи с U.S. English. В том же 1986 году известный лоббист Ларри Прэтт основал организацию English First, а инженер из Техаса Лу Заеск создал Американскую этническую коалицию, которую в 1993 году возглавил чилийский иммигрант Мауро Мухика.
В 1985 году Кей Патрик, член Палаты представителей Техаса, предпринял попытку утвердить английский в качестве официального языка Техаса, однако законопроект Палаты представителей № 13 был отклонён Комитетом по законодательству штата. Впоследствии идея провозглашения английского официальным языком получила новых сторонников, в частности Талмаджа Хефлина из Хьюстона, но никогда не собирала достаточного для принятия законопроекта числа голосов.
В 1994 году Джон Тантон с группой сторонников основал организацию ProEnglish, специально для защиты закона штата Аризона об английском языке. ProEnglish отвергает название «Движение English-only» и предлагает своим сторонникам называть это движение «Движением за официальный английский» (англ. Official English movement).
В мае 2006 года Сенат США внёс два изменения в законопроект об иммиграции, согласно которым английский язык признавался «общим и объединяющим языком», но содержал противоречивые инструкции государственным органам в отношении публикаций не на английском языкен. 6 июня 2007 года Сенат внёс ещё две поправки к законопроекту об иммиграционной реформе, схожие с поправками 2006 года
. Но, в конечном счете, поправки в законопроект об иммиграционной реформе 2006 и 2007 годов так и не стали законом.
22 января 2009 года в Нашвилле, штат Теннесси, на местном референдуме жители отклонили предложение «сделать Нашвилл крупнейшим городом США, который запрещает правительству использовать другие языки, кроме английского, за исключением вопросов здравоохранения и безопасности». Против проголосовало 57 %, за — 43 %.
В ходе президентской избирательной кампании 2012 года кандидат от республиканцев Рик Санторум подвергся критике со стороны некоторых делегатов-республиканцев из Пуэрто-Рико, в связи с его позицией, согласно которой Пуэрто-Рико, исторически сложившаяся испаноязычная территория, должна сделать английский основным языком в качестве условия для получения статуса штата.

## Текущее законодательство штатов США в отношении английского языка
| Штат                        | Английский язык как официальный | Другие официальные языки | Примечания |  |
| --------------------------- | ------------------------------- | ------------------------ | --- |  |
| Алабама                     | Да                              | Нет                      | с 1990 |  |
| Аляска                      | Да                              | Да                       | Языки коренных народов Аляски                                                                                  |  |
| Аризона                     | Да                              | Нет                      | с 2006, закон 1988 года признан неконституционным                                                              |  |
| Арканзас                    | Да                              | Нет                      | с 1987 |  |
| Калифорния                  | Да                              | Нет                      | с 1986 |  |
| Колорадо                    | Да                              | Нет                      | с 1988 |  |
| Коннектикут                 | Нет                             | Нет                      | |  |
| Делавэр                     | Нет                             | Нет                      | |  |
| Флорида                     | Да                              | Нет                      | с 1988 |  |
| Джорджия                    | Да                              | Нет                      | с 1996 |  |
| Гавайи                      | Да                              | Да                       | Гавайский с 1978                                                                                               |  |
| Айдахо                      | Да                              | Нет                      | с 2007 |  |
| Иллинойс                    | Да                              | Нет                      | с 1969; официальный «американский» в 1923—1969                                                                 |  |
| Индиана                     | Да                              | Нет                      | с 1984 |  |
| Айова                       | Да                              | Нет                      | с 2002 |  |
| Канзас                      | Да                              | Нет                      | с 2007 |  |
| Кентукки                    | Да                              | Нет                      | с 1984 |  |
| Луизиана                    | Нет                             | Нет                      | Французский язык имеет особый статус с основания Совета по развитию французского языка в Луизиане в 1968 году. |  |
| Мэн                         | Нет                             | Нет                      | |  |
| Мэриленд                    | Нет                             | Нет                      | |  |
| Массачусетс                 | Да                              | Нет                      | с 2002, закон 1975 года признан неконституционным                                                              |  |
| Мичиган                     | Нет                             | Нет                      | |  |
| Миннесота                   | Нет                             | Нет                      | |  |
| Миссисипи                   | Да                              | Нет                      | с 1987 |  |
| Миссури                     | Да                              | Нет                      | с 1998 |  |
| Монтана                     | Да                              | Нет                      | с 1995 |  |
| Небраска                    | Да                              | Нет                      | с 1923 |  |
| Невада                      | Нет                             | Нет                      | |  |
| Нью-Гемпшир                 | Да                              | Нет                      | с 1995 |  |
| Нью-Джерси                  | Нет                             | Нет                      | |  |
| Нью-Мексико                 | Нет                             | Нет                      | Испанский язык имеет особый статус с принятия конституции штата в 1912 году.                                   |  |
| Нью-Йорк                    | Нет                             | Нет                      | |  |
| Северная Каролина           | Да                              | Нет                      | с 1987 |  |
| Северная Дакота             | Да                              | Нет                      | с 1987 |  |
| Огайо                       | Нет                             | Нет                      | |  |
| Оклахома                    | Да                              | Нет                      | с 2010. Чероки является официальным для Чероки и UKB с 1991 года                                               |  |
| Орегон                      | Нет                             | Нет                      | English Plus с 1989                                                                                            |  |
| Пенсильвания                | Нет                             | Нет                      | |  |
| Род-Айленд                  | Нет                             | Нет                      | English Plus с 1992                                                                                            |  |
| Южная Каролина              | Да                              | Нет                      | с 1987 |  |
| Южная Дакота                | Да                              | Нет                      | с 1995 |  |
| Теннесси                    | Да                              | Нет                      | с 1984 |  |
| Техас                       | Нет                             | Нет                      | |  |
| Юта                         | Да                              | Нет                      | с 2000 |  |
| Вермонт                     | Нет                             | Нет                      | |  |
| Виргиния                    | Да                              | Нет                      | с 1996 |  |
| Вашингтон (штат)            | Нет                             | Нет                      | English Plus с 1989                                                                                            |  |
| Западная Виргиния           | Да                              | Нет                      | с 2016 |  |
| Висконсин                   | Нет                             | Нет                      | |  |
| Вайоминг                    | Да                              | Нет                      | с 1996 |  |
| Вашингтон                   | Нет                             | Нет                      | |  |
| Американское Самоа          | Да                              | Да                       | Самоанский |  |
| Гуам                        | Да                              | Да                       | Чаморро |  |
| Северные Марианские Острова | Да                              | Да                       | Чаморро, Каролинский                                                                                           |  |
| Пуэрто-Рико                 | Да                              | Да                       | Испанский |  |
| Виргинские Острова          | Да                              | Нет                      | |  |

Федеральное правительство Соединенных Штатов не устанавливает какой-либо язык в качестве официального, однако, все официальные документы в США написаны на английском языке;некоторые из них также публикуются на других языках.